# مزایای گوشه‌گیر بودن
مزایای گوشه‌گیر بودن (انگلیسی: The Perks of Being a Wallflower) رمانی تربیتی در سبک نامه‌نگاری است که توسط نویسنده آمریکایی، استیون شباسکی نوشته شده‌است. این کتاب نخستین بار در ۱ فوریه ۱۹۹۹ توسط پاکت بوکس منتشر شد. وقایع رمان در اوایل دهه ۹۰ میلادی و شهر پیتسبرگ واقع در پنسیلوانیا اتفاق می‌افتد و داستان زندگی نوجوانی درونگرا و منزوی به نام چارلی را دنبال می‌کند که به تازگی اولین سال تحصیل خود در دبیرستان را آغاز کرده‌است. تمامی وقایع داستان از طریق نامه‌هایی که چارلی برای دوست خیالی خود نوشته، تعریف می‌شود و تمرکز داستان نیز بر روی جزئیات زندگی چارلی، همچون ارتباط او با دنیای پیرامونش است. در بسیاری از بخش‌های رمان، شخصیت چارلی تفکرات غیرمتعارف خود را دربارهٔ بسیاری از جزئیات زندگیش همچون ارتباط با خانواده و دوستان، با خواننده به اشتراک می‌گذارد و رمان ماجراهای او را که سعی می‌کند از دنیای نوجوانان به دنیای بزرگسالان پا بگذارد را دنبال می‌کند.
استیون شباسکی به مدت ۵ سال بر روی رمان و جزئیات آن وقت صرف کرد. او برای خلق بسیاری از شخصیت‌ها و حوادث داستان از دوران کودکی و خاطرات نوجوانی خودش الهام گرفت. مزایای گوشه‌گیر بودن به جنبه‌های مختلفی از زندگی نوجوانان می‌پردازد و مسائل گوناگونی همچون برونگرایی و درونگرایی، مسائل جنسی، استفاده از مواد مخدر و سلامت روان را مورد بررسی قرار می‌دهد. رمان همچنین ارتباط بسیار زیادی با فرهنگ مردمی جامعه آمریکا دارد و در آن ارجاع‌های متفاوت و زیادی به داستانی‌های ادبی، فیلم‌های سینمایی و موسیقی دوران دهه‌های هشتاد و نود شده‌است. به خاطر پرداختن به موضوعات ممنوعه و تابوشکن همچون سوءاستفاده جنسی از کودکان، خواندن یا استفاده کردن از رمان مزایای گوشه‌گیر بودن، برای تدریس از سوی بعضی از مدارس آمریکا ممنوع اعلام شد.
در سال ۲۰۱۲، خود استیون شباسکی، اقتباس سینمایی این کتاب را ساخت. لوگان لرمن، ازرا میلر و اما واتسون به ترتیب در نقش سه شخصیت اصلی داستان یعنی چارلی، پاتریک و سم ایفای نقش کردند. فیلم باعث به شهرت رسیدن بیشتر کتاب شد و آمار فروش آن را بالا برد. مزایای گوشه‌گیر بودن بعد از مدتی به فهرست کتاب‌های پرفروش نیویورک تایمز وارد شد و رتبه اول را به خود اختصاص داد.

## داستان
مزایای گوشه‌گیر بودن، داستان زندگی پسری درون‌گرا و منزوی به نام چارلی کلمکیس را دنبال می‌کند. وقایع رمان در اوایل دهه ۹۰ رخ می‌دهد و تمام حوادث داستان از طریق نامه‌هایی که چارلی به دوست خیالی خود ارسال می‌کند، گفته می‌شود. چارلی اولین نامه خود را در تاریخ ۲۵ اوت ۱۹۹۱ و آخرین نامه خود را ۲۳ اوت ۱۹۹۲ ارسال می‌کند و در طی این نامه‌ها، حوادث سال اول ورود خود به دبیرستان را تعریف می‌کند. همچنین او بارها از گذشته خود و دوران کودکی‌اش سخن می‌گوید.
در آغاز رمان، خواننده متوجه می‌شود که چارلی قرار است به زودی سال اول دبیرستان خود را آغاز کند و این در حالی است که او از لحاظ روحی وضعیت مناسبی ندارد زیرا تنها دوستش در مدرسه به نام مایکل به تازگی خودکشی کرده‌است. دیگر تجربه تلخ چارلی مربوط به مرگ خاله جوانش می‌شود که چارلی همیشه او را «خاله هلن» می‌نامد. چارلی در طول رمان بارها اشاره می‌کند که خاله هلن فرد محبوب او در این دنیا بوده‌است و مرگ او که چارلی خود را در آن مقصر می‌داند، یکی از بدترین حوادثی است که تاکنون برایش پیش آمده‌است. چارلی در مدرسه با پسری همجنس‌گرا به نام پاتریک و سپس خواهر ناتنی او به نام سم آشنا می‌شود. سم و پاتریک هردو سال آخری هستند و بعد از اتمام دبیرستان شهر را ترک خواهند کرد. آشنایی با سم و پاتریک دریچه‌ای برای ورود او به زندگی جدید است. چارلی به واسطه این دو با چند نفر از محبوب‌ترین بچه‌های مدرسه آشنا می‌شود و برای اولین‌بار در زندگی‌اش طعم داشتن دوست را به‌طور واقعی احساس می‌کند. هم‌زمان معلم زبان انگلیسی که چارلی او را «بیل» صدا می‌کند، چارلی را تشویق می‌کند که به نوشتن ادامه بدهد زیرا او معتقد است چارلی استعداد لازم برای انجام این کار را دارد. بیل به چارلی کتاب‌های مختلفی برای خواندن می‌دهد و بعد از سم و پاتریک، بهترین دوست او در دبیرستان محسوب می‌شود.
در بخش‌هایی از رمان نیز چارلی از زندگی خانوادگی خود می‌نویسد. او پدر و مادرش را بسیار دوست دارد و به خصوص رابطه‌اش با پدرش بسیار عمیق است. چارلی یک خواهر و یک برادر دارد. خواهر او کندیس در سال آخر دبیرستان تحصیل می‌کند. روابط او با دوست‌پسران بی‌پایانش در طول رمان، بر روی زندگی چارلی هم اثر می‌گذارد و او را درگیر ماجراهای زیادی می‌کند. برای مثال هنگامی که کندیس ناخواسته باردار می‌شود چارلی او را هنگام رفتن به کلینیک و سقط جنین همراهی می‌کند و این راز را نیز برای همیشه نزد خود نگه می‌دارد. رابطه چارلی با خواهرش چندان عمیق نیست اما چارلی بارها در طی نامه‌هایش اعلام می‌کند که او را دوست دارد. برخلاف کندیس، رابطه چارلی با برادرش کریس بسیار خوب است. کریس بازیکن فوتبال است و برای تحصیل به شهر دیگری رفته‌است و برای همین او مدت زیادی در داستان حضور ندارد. با این حال چارلی هنگام نوشتن خاطرات خانوادگی‌اش همیشه به نیکی از او یاد می‌کند و هنگامی که کریس برای تعطیلات کریسمس به خانه می‌آید نیز آن‌ها مدت زیادی را با هم سپری می‌کنند.
چارلی خیلی زود عاشق سم می‌شود اما به دلایل مختلف تصمیم می‌گیرد این عشق را پنهان کند که مهم‌ترین دلیل آن این است که سم با پسر دیگری دوست است که از چارلی نیز بزرگتر است. چارلی در طول داستان متوجه می‌شود که سم در زمان بچگی مورد سوءاستفاده جنسی قرار می‌گرفته‌است و این باعث می‌شود تا چارلی همواره احساسی دلسوزانه نسبت به او داشته باشد. با این حال رابطه چارلی با سم و پاتریک به عنوان دوستان صمیمی ادامه پیدا می‌کند. چارلی با آن‌ها به مهمانی‌های مختلف و مراسم رقص می‌رود و به گروه نمایشی می‌پیوندد و با آن‌ها نمایش اجرا می‌کند. همچنین چارلی به سم کمک می‌کند تا در آزمون ورودی دانشگاه پنسیلوانیا شرکت کند و موفق شود در آن قبول شود. در شب کریسمس که شب تولد چارلی نیز هست، سم به خاطر تشکر کردن از چارلی به او یک ماشین تحریر هدیه می‌دهد و سپس او را می‌بوسد و اعلام می‌کند که او را دوست دارد.
بعد از تعطیلات کریسمس و با زمان نزدیک شدن به پایان سال تحصیلی و رفتن سم و پاتریک به شهری دیگر جهت زندگی و ادامه تحصیل، چارلی به مرور دچار حالت‌های عجیب می‌شود و دوباره کابوس‌ها و توهم‌هایی دربارهٔ مرگ خاله هلن در ذهنش پدیدار می‌شود. چارلی همواره سعی می‌کند علت این کابوس‌ها را پیدا کند اما هیچ‌وقت به جواب درستی نمی‌رسد. با اتمام زمان دبیرستان، تمامی دوستان چارلی از جمله سم و پاتریک که سال سومی هستند درصدد رفتن به شهرهای دیگر و دانشگاه برمی‌آیند و این باعث مضطرب و منزوی‌تر شدن چارلی می‌شود زیرا با رفتن آنها، چارلی دوباره همان پسر تنهای قبل می‌شود. در مهمانی تلخ خداحافظی سم که همه بچه‌ها در آن جمع هستند، چارلی تا پاسی از نیمه‌شب در خانه سم می‌ماند و بالاخره احساساتش را بر زبان می‌آورد و می‌گوید که او را دوست دارد. سم و چارلی شروع به بوسیدن یکدیگر می‌کنند اما چارلی ناگهان با ترس عقب می‌پرد انگار که چیزی وحشت‌انگیز یادش آمده باشد. روز بعد سم و پاتریک از شهر می‌روند و چارلی که دوباره تنها شده‌است، به مرور خاطراتش از خاله هلن می‌پردازد و سرانجام پی می‌برد زمانی که بچه بوده، توسط خاله‌اش مورد سوءاستفاده جنسی قرار می‌گرفته‌است. پی بردن به این حقیقت چارلی را از حالت طبیعی خارج می‌کند باعث می‌شود منزوی‌تر از قبل شود. چارلی دچار اختلال استرسی پس از آسیب روانی شده و کاملاً آشفته می‌شود.
چارلی به کمک روان‌شناس سعی در پشت سر گذاشتن این ماجرا می‌کند. روان‌شناس به پدر و مادر چارلی توضیح می‌دهد که خاله هلن چه کاری با او کرده‌است و می‌گوید که منزوی شدن چارلی و دوری او از جامعه و ترسش از ارتباط برقرار کردن با دیگران همگی واکنش‌هایی بودند که او ناخودآگاه بعد از سوءاستفاده جنسی دچار آن‌ها شده‌است. آشکار شدن گذشته تلخ چارلی علت بسیاری از احساسات و رفتارها و سخنان او در طول داستان را روشن می‌کند و نشان می‌دهد چرا او این‌قدر شدید احساساتش به سم را سرکوب می‌کرده‌است. در بخش‌های پایانی داستان، چارلی بعد از دو ماه از بیمارستان مرخص شده و به خانه بازمی‌گردد و سم و پاتریک نیز به دیدنش می‌آیند که این باعث خوشحالی چارلی می‌شود. سم از زندگیش در دانشگاه می‌گوید و اینکه از اوضاع راضی است. چارلی به همراه سم و پاتریک سوار ماشین می‌شوند و به جاده می‌زنند. هنگام وارد شدن به تونل چارلی درحالی‌که مشغول گوش‌دادن به آهنگ مورد علاقه‌اش است، از شیشه ماشین بیرون آمده و دستان خود را بالا می‌گیرد و آخرین نامه خود را به دوست خیالی‌اش این‌گونه تمام می‌کند: «در این لحظه قسم می‌خورم که ما بی‌کران هستیم… .»
چارلی در آخرین خط‌های نامه خود به دوستش این‌گونه می‌نویسد: «ما بنا به دلایل زیادی چیزی هستیم که هستیم و شاید هیچ‌وقت بیشتر اونا رو ندونیم، ولی حتی اگه ما قدرت انتخاب اینو نداشته باشیم که از کجا اومدیم، باز می‌تونیم انتخاب کنیم که به کجا بریم. می‌تونیم باز کارهایی بکنیم و حتی سعی کنیم احساسی خوبی بهشون داشته باشیم.»
چارلی تصمیم می‌گیرد تا از این به بعد به قول خودش در زندگی «مشارکت» داشته باشد و از آن لذت ببرد.

## پیش‌زمینه و نگارش

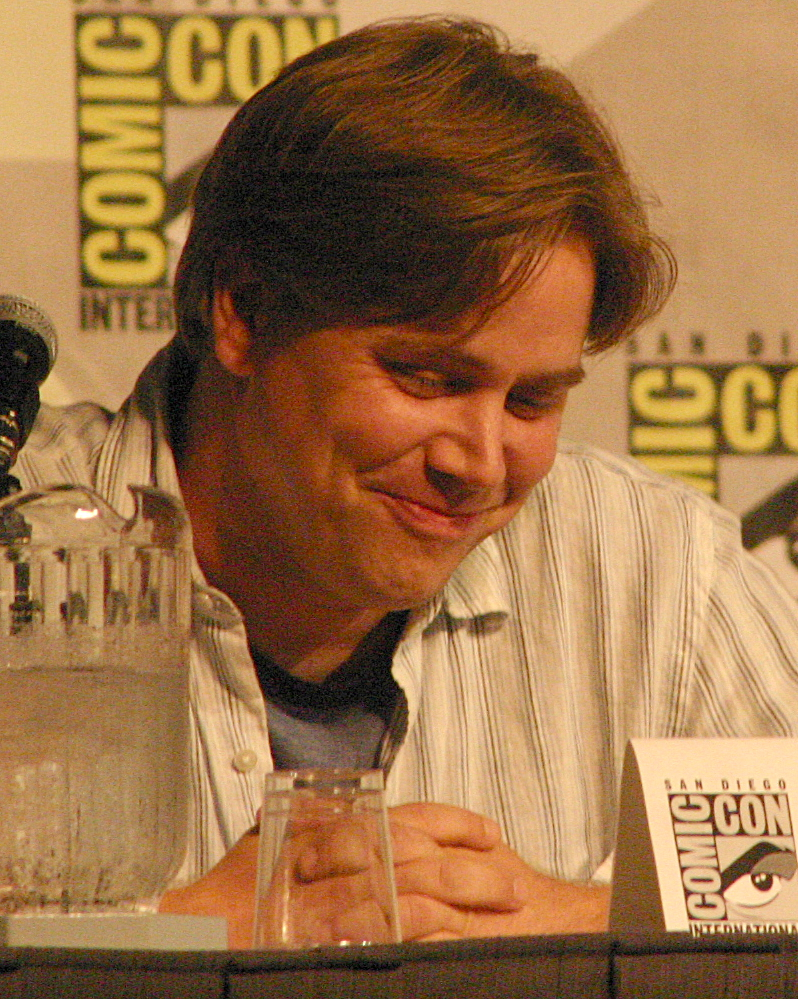
استیون شباسکی، نویسنده رمان

استیون شباسکی، نویسنده و خالق رمان مزایای گوشه‌گیر بودن است. شباسکی مدت زیادی ایده داستانی این رمان را در ذهنش داشت. او از بسیاری از خاطرات و تجربه‌های دوران نوجوانی خودش در نوشتن رمان بهره برد و حتی بعضی از شخصیت‌ها را با الهام از دوستان و آشنایانش خلق کرد. کار نوشتن رمان از ابتدا تا انتها پنج سال تمام به طول انجامید. ایده اصلی رمان از دوران سخت زندگی خود شباسکی الهام گرفته شده‌است. شباسکی که همچون شخصیت اصلی رمان یعنی چارلی، آدمی خجالتی، منزوی و کم‌حرف است، در دوران جوانی خود دچار احساسات غیرعادی و افسردگی شده بود. او در این دوران با پرسش مهمی مواجه شد که باعث خلق ایده اصلی داستانی شد: «چرا آدم‌های خوب این اجازه را به خودشان می‌دهند که با ما بد رفتار کنند؟» شباسکی مدتی بعد جواب پرسش خود را پیدا کرد که تبدیل به مهم‌ترین و محبوب‌ترین جمله رمان و همچنین فیلم اقتباسی آن شد: «ما عشقی را قبول می‌کنیم که فکر می‌کنیم لایق آن هستیم.» شباسکی در یک مصاحبه عنوان کرد که منظور از عشق در این جمله فقط عشق بین آدم‌ها نیست بلکه منظور پیدا کردن «خود عشق» و امیدوار بودن به آینده است.
داستانِ نوشتن رمان مزایای گوشه‌گیر بودن زمانی شروع شد که شباسکی در مدرسه بود. او در آن زمان بر روی کتاب دیگری کار می‌کرد و سعی می‌کرد تا آن را تمام کند. شباسکی در آن رمان جمله‌ای از زبان یکی از شخصیت‌ها نوشته بود که خیلی آن را دوست داشت: «من فکر می‌کنم این فقط یکی از مزایای گوشه‌گیر بودن باشه.» شباسکی در این مورد می‌گوید «مدت خیلی زیادی به آن فکر کرده بودم. چارلی از آن نوع بچه‌هایی بود که خیلی سعی داشتم تا آن‌ها را پیدا کنم.» شباسکی بعد از چندین و چند سال تحقیق و مطالعه بالاخره احساس کرد آماده نوشتن است. او نگارش رمان را در سال ۱۹۹۶ شروع کرد؛ یعنی زمانی که هنوز دانشجو بود و در دانشگاه درس می‌خواند. او طی ده هفته رمان را به اتمام رساند. او دو بار رمان خود را بازنویسی کرد که یکی از آن‌ها نسخه‌ای بود که اولین بار در تابستان ۱۹۹۸ منتشر شد.
شباسکی، شخصیت چارلی را با الهام از خودش نوشت و خلق کرد. بسیاری از خاطره‌هایی که چارلی از گذشته خود نقل می‌کند، همگی واقعی و مربوط به خود شباسکی هستند که آن‌ها را با توجه به سرگذشت زندگی‌اش در پیتسبرگ نوشته بود. همچنین بیشتر کاراکترهای رمان با الهام از آدم‌های مختلفی که شباسکی در طول زندگی‌اش با آن‌ها آشنا شده بود، خلق شدند. شباسکی با تمرکزی زیاد سعی در مطالعه رفتار آدم‌های مختلف اطرافش داشت. او سعی داشت بفهمد، مردم چگونه برای به دست آوردن چیزی که نسبت به آن مشتاق هستند، مبارزه می‌کنند و در نهایت آن را به دست می‌آورند. شباسکی، شخصیت‌های سم و پاتریک را با الهام از افرادی که در چندین مهمانی دیده بود خلق کرد. سم از آن جنس دخترانی بود که شباسکی معتقد بود می‌توان به آن‌ها اطمینان کرد. شباسکی همچنین دربارهٔ شخصیت پاتریک گفته‌است: «او مثل هر پسر همجنس‌گرای دیگری است که در تمام عمرم دیده‌ام؛ سعی دارد راه خود را پیدا کند و بهتر خود را بشناسد.»

## سبک و درون‌مایه
ایده روایت داستان از طریق نامه نوشتن به یک فرد ناشناس بازهم بر اساس یک تجربه واقعی به ذهن شباسکی رسید. شباسکی که در دوران نوجوانی فیلم شورش بی‌دلیل را دیده بود، بسیار تحت تأثیر آن قرار گرفته بود. برای همین او به صورت ناشناس، نامه برای استوارت استرن، فیلم‌نامه‌نویس شورش بی‌دلیل نوشت. شباسکی در این نامه تعریف کرد که تا چه تحت تأثیر فیلم قرار گرفته‌است و از استرن برای نوشتن آن تشکر کرد. یک سال و نیم بعد، استرن بالاخره شباسکی را پیدا کرد و مربی او شد و به او آموزش نوشتن داد. شباسکی معتقد بود که روش روایت از طریق نامه نوشتن چارلی به دوست ناشناس خود، به او این اجازه را می‌دهد تا فضای اثر بسیار صمیمی و صادقانه از کار در بیاید و او می‌تواند خیلی راحت به صورت مستقیم با خواننده حرف بزند. شباسکی گمان می‌کند که این روش، این امکان را فراهم کرده‌است تا او داستانش را به صورت یک‌پارچه تعریف کند. او در این مورد گفته‌است: «زندگی کردن به عنوان یک جوان، پستی و بلندی‌های خود را دارد. یک روز شما احساس می‌کنید که در بالای قله دنیا ایستاده و مجموعه بزرگی از زمان را در اختیار دارید و یک روز دیگر زندگی شما بدون هیچ حادثه خاصی سپری می‌شود.»
مزایای گوشه‌گیر بودن، به خاطر سبک نسبتاً نامتعارف، پرداختن متفاوت به زندگی جوانان و همچنین بهره بردن از عناصر نوستالژیک، با استقبال خوبی از سوی منتقدان مواجه شد. دیوید ادلستین از مجله نیویورک نوشت: «روایت شباسکی همچون یک مسافر قطار ما را با شخصیت‌ها همراه می‌کند. شباسکی در طول داستان چندین بار اشاره می‌کند که زمانی که در بین دوستان خود هستید، احساس می‌کنید به جایی تعلق دارید اما با این حال شما خیلی زود تنها خواهید شد. همچنین او به ما یادآور می‌شود که حس از دست دادن دوستان جدا از دردناک بودنش، می‌تواند یک سعادت هم باشد؛ اگر بتوانیم از آن استفاده کنیم. مزایای گوشه‌گیر بودن، یک نوستالژی است دربارهٔ درد، غم و اندوه.» مارتی بکرمن در ورلد ریوت نوشت: «جوانان می‌توانند خیلی راحت با مزایای گوشه‌گیر بودن ارتباط برقرار کنند زیرا چیزی که شباسکی برایمان تعریف می‌کند یک تصویر جهانی است که برای بسیاری از نوجوانان اتفاق افتاده‌است.» شباسکی گفته‌است که قصد داشته در این رمان به نوجوانان و دنیای آن‌ها نگاهی با احترام داشته باشد. او در این‌باره گفته‌است: «این کتاب دربارهٔ دنیای پر از جشن، اتفاق و اعتبار نوجوانان است. دربارهٔ همه آن چیزهایی که نوجوانان روزگار خود را با آن‌ها سپری می‌کنند. من به این دنیای آن‌ها احترام می‌گذارم. این کتاب برای هر کسی است که گمان می‌کند طرد شده‌است.»
مزایای گوشه‌گیر بودن، رمانی است که نوجوانان و مسائل و مشکلات آن‌ها را نشانه رفته‌است. کتاب به‌طور مشخص مربوط به یک گروه فکری خاص نیست و طیف وسیعی از مخاطبان را دربر می‌گیرد و به بسیاری از عناصر غیرمعمول در زندگی نوجوانان اشاره می‌کند. گوشه‌گیر و منزوی بودن، برونگرایی و درونگرایی، سوءاستفاده جنسی ، تصویر بدنی، مواد مخدر، تجربه کردن عشق اول، خودکشی، اختلال خوردن و مسائل مختلف جنسی، تنها بخشی از مسائلی است که در مزایای گوشه‌گیر بودن مورد بررسی قرار گرفته‌است. شباسکی، «سرگرمی» را مسئله بسیار مهمی در دنیای نوجوانان می‌داند. او دربارهٔ وجود این مسئله در کتابش گفته‌است: «زمانی که نوجوان هستیم، چیزهای بسیاری همچون فیلم‌ها، موسیقی و کتاب‌ها بخش زیادی از زمان سرگرمی و استراحت ما را تشکیل می‌دهند. این‌ها چیزهایی هستند که به ما کمک می‌کنند تا خودمان را بهتر بشناسیم. بدانیم چه هستیم، هدفمان چیست و می‌خواهیم چه کنیم. این‌ها چیزهایی هستند که به ما می‌گویند به چیزی اعتقاد داریم و نشان می‌دهند که زندگی کردن با امید چگونه است. مسئله بسیار مهمی بود و نمی‌توانستم بی‌خیالش شوم.» این رویکرد شباسکی باعث شد تا مزایای گوشه‌گیر بودن، ارجاعات بسیار زیادی به فرهنگ عامه آمریکا و همچنین گروه‌های موسیقی و فیلم‌های سینمایی داشته باشد. در کتاب بارها از گروه‌های موسیقی همچون اسمیتز و فلیتوود مک نام برده می‌شود. آهنگ مورد علاقه چارلی که چندین بار نیز در طی نامه‌هایش به آن اشاره می‌کند و در اقتباس سینمایی نیز از آن استفاده شده، آهنگ «خوابیده» از آلبوم موسیقی رساتر از بمب‌ها است که توسط گروه اسمیتز ساخته شده‌است. همچنین در بعضی از بخش‌های کتاب، اشارات معنی داری به رمان‌های مشهور تاریخ همچون این‌سوی بهشت، در جاده و کشتن مرغ مقلد می‌شود. در بخشی از کتاب نیز چارلی به همراه دیگر بچه‌ها نمایش راکی هارور را اجرا می‌کند.

## انتشار و بازخوردها
مزایای گوشه‌گیر بودن، نخستین بار در تاریخ ۱ فوریه ۱۹۹۹، به صورت عمومی توسط پاکت بوکس منتشر شد. تا سال ۲۰۰۰، بیش از صدهزار نسخه از کتاب فروش رفت که رقم بسیار خوبی محسوب می‌شد. مزایای گوشه‌گیر بودن، به لیست کتاب‌های برتر آموزشی در مدارس مختلف وارد شد و طرف‌داران دو آتشه‌ای پیدا کرد. تا سال ۲۰۱۲، مزایای گوشه‌گیر بودن در ۱۶ کشور دنیا و به ۱۳ زبان، ترجمه و منتشر شده‌است. در همان سال ۲۰۱۲، ان‌پی‌آر لیستی از صد رمان برتر نوجوانانه تاریخ را منتشر کرد که در این لیست، مزایای گوشه‌گیر بودن رتبه شانزدهم را به خود اختصاص داد.
منتقدان، در مجموع واکنش‌های مثبتی به رمان نشان دادند. منتقد پابلیشرز ویکلی رمان را «ناراحت‌کننده» توصیف کرد که به «مشکلات معمول نوجوانان» می‌پردازد: «شباسکی به‌طور مداوم بر وضعیت بسیار حساس چارلی تأکید می‌کند و از ما می‌خواهد با دنیای او همراه شویم.»نشریه کرکس ریویوز در نوشته‌ای، رمان را «ترکیب درستی از واقع‌گرایی با عناصری شخصی» دانست که رو به جلو حرکت می‌کند. البته این نشریه نسبت به رمان انتقاد نیز داشت و در بخشی از نقد خود نوشت: «شباسکی بیش از حد تحت تأثیر ناطور دشت جی. دی. سالینجر قرار گرفته‌است.» منتقدان دیگری نیز بودند که شباسکی را متهم به کپی‌برداری از سبک نوشتاری سالینجر در ناطور دشت کردند. شباسکی دربارهٔ این موضوع گفته‌است: «درست است که من تحت تأثیر ناطور دشت بوده و حتی در خود کتاب این مسئله را به روشنی بیان کرده‌ام، اما به هیچ‌وجه سعی نکرده‌ام تا سبک نوشتاری سالینجر را تقلید کنم.» شباسکی ادامه داد: «ممکن است که بعضی خوانندگان، شخصیت چارلی را با هولدن کالفیلد مقایسه کنند اما من معتقدم که این دو، شخصیت‌هایی بسیار متفاوت از یکدیگر هستند. مشکلات و نوع دیدگاه آن‌ها به زندگی کاملاً با طرف مقابل متفاوت است.» فرانسیسکا گلداسمیت در «اسکول لایبری ژورنال» نظر مثبتی دربارهٔ رمان داشت. او رمان را «هوشمندانه» دانست و در بخشی از نقد خود نوشت: «خوانندگان کتاب، همگی همان دوست ناشناسی هستند که چارلی برایش نامه می‌نویسد. مزایای گوشه‌گیر بودن، کتابی است که تا سال‌ها نوجوانان را اسیر خود خواهد کرد.» کیت پاوائو در «کامن سنس مدیا» پرداخت متفاوت رمان به مسائل و مشکلات نوجوانان را ستود. او در بخشی از نقد خود نوشت: «خواننده به سرعت جای خود را در بین شخصیت‌ها و عناصر مختلف داستان باز می‌کند و می‌تواند خود را در دنیای کتاب احساس کند. ما در سفر تحول‌آمیز شخصیت اصلی، به راحتی با او همذات‌پنداری می‌کنیم، با او ناراحت می‌شویم و جایی که لازم است احساس نگرانی می‌کنیم.» مارا ایکن از ای. وی. کلاب، نوشت: «به عنوان یک بزرگ‌سال، خواندن رمان برایم تجربه‌ای بود پر از ناراحتی و غم خالص که رنج فراوانی را تحمیل می‌کرد. با این حال، برخلاف بسیاری از رمان‌های نوجوانانه همچون هری پاتر، مزایای گوشه‌گیر بودن دربارهٔ یک محدوده سنی خاص صحبت می‌کند و این کار را نیز بسیار خوب انجام می‌دهد.»
مزایای گوشه‌گیر بودن، به دلیل وجود محتوای بزرگ‌سالانه که شامل مسائل جنسی نیز می‌شد، با واکنش‌هایی متفاوت و حتی گاهی تند از سوی برخی از صاحب‌نظران مواجه شد. این رمان، شش بار از سوی انجمن کتابخانه آمریکا در لیست ده کتاب چالش‌برانگیز قرار گرفت. هیئت مدیره مدارس ویسکانسین برخلاف فشار افکار عمومی، حاضر نشد تا از خرید این کتاب و استفاده آن برای تدریس صرف نظر کند که این موضوع ناراحتی بعضی از والدین دانش‌آموزان را در پی داشت. اما در مقابل، هیئت مدیره مدارس منطقه ۴۱ گلن الین واقع در ایلینویز، در پی اعتراض والدین دانش‌آموزان به محتوای جنسی کتاب جلسه‌ای تشکیل داد و به اتفاق آرا، مزایای گوشه‌گیر بودن را از فهرست رمان‌های مدارس این منطقه حذف کرد. مخالفان نسبت به رمان اعتراض زیادی داشتند و معتقد بودند که مزایای گوشه‌گیر بودن به علت استفاده از کلمات رکیک، توهین به مقدسات، استفاده از مواد مخدر، صحنه‌های جنسی صریح و پرداختن به موضوعاتی همچون خودکشی و همجنس‌گرایی، به هیچ‌وجه مناسب کودکان و نوجوانان نیست و باید به فهرست کتاب‌های مخصوص بزرگ‌سالان منتقل شوند. گروه و کمپین‌های مختلف همچون «والدین علیه کتاب‌های بد در مدرسه» که به اختصار پی‌ای‌بی‌بی‌آی‌اس (PABBIS) نامیده می‌شوند، همواره درصدد هستند تا دسترسی دانش‌آموزان به رمان‌هایی همچون مزایای گوشه‌گیر بودن که از نظر آن‌ها «بحث‌برانگیز» هستند را محدود کنند. این گروه معتقد هستند که رمان‌هایی همچون مزایای گوشه‌گیر بودن، به دلیل وجود محتوای «نامناسب» باید به بخش کتاب‌های مخصوص بزرگ‌سالان منتقل شوند.
جنجال‌ها پیرامون کتاب تا سال‌ها ادامه داشت. در سال ۲۰۰۹، رمان یکبار دیگر با چالش‌هایی شدید از سوی مخالفان مواجه شد و بسیاری نسبت به وجود مسائلی همچون خودارضایی، خودکشی و استفاده زیاد شخصیت‌ها از انواع مواد مخدر اعتراض کردند. مخالفان این‌بار خواستار این بودند که تمام کتاب‌خانه‌های ایالات متحده آمریکا، مزایای گوشه‌گیر بودن را از بخش نوجوانان به بزرگ‌سالان انتقال دهند. با این حال، حتی در بین والدین دانش‌آموزان نیز، رمان موافقان و مخالفان خاص خود را داشت. بسیاری از والدین معتقد بودند که مزایای گوشه‌گیر بودن شامل مواردی همچون «پورنوگرافی» و موارد غیراخلاقی است که ممکن است نوجوانان را «بدگمان» کند. اما در مقابل، بعضی از والدین عقیده داشتند که رمان به مسائل طبیعی و روزمره نوجوانان می‌پردازد و اتفاقاً می‌تواند برای آن‌ها در بسیاری از مسائل جنبه آموزشی داشته باشد. یکی دیگر از مواردی که مخالفان کتاب به آن اعتراض داشتند این بود که به عقیده آن‌ها، رمان تصویر «ستایش آمیزی» از مسائلی همچون همجنس‌گرایی ارائه می‌دهد و نوجوانان را تشویق به انجام کارهای خطرناکی مثل استفاده از مشروبات الکل و مواد مخدر می‌کند. شباسکی در طی یک مصاحبه اعلام کرد که وقتی خبر ممنوعیت و حذف رمانش را از فهرست کتاب‌خانه مدارس‌های ماساچوست و لانگ آیلند شنیده‌است، تعجب کرده و این اتفاق مایه «شگفتی» او بوده‌است: «من مزایای گوشه‌گیر بودن، را به قصد خلق یک کتاب بحث‌برانگیز و پرحاشیه ننوشته‌ام و برای همین است که وقتی این خبرها را می‌شنوم واقعاً تعجب می‌کنم.»

### ترجمه فارسی
در سال ۱۳۹۵ این کتاب در ایران با نام «مزایای منزوی بودن» و با ترجمه کاوان بشیری، از سوی نشر میلکان منتشر شده‌است.

## اقتباس سینمایی
شباسکی در طی یک مصاحبه اعلام کرد از همان زمان نگارش کتاب، همواره در فکر نسخه سینمایی آن بوده‌است: «این رؤیای همیشگی من بود که روزی بتوانم مزایای گوشه‌گیر بودن را به سینما بیاورم.» بعد از انتشار عمومی کتاب و محبوبیت آن نزد بسیاری از نوجوانان، چندین تهیه‌کننده به سراغ شباسکی رفتند تا او را راضی به ساخت فیلم کنند اما شباسکی چندان از ایده و نوع نگاه آن‌ها به داستان خوشش نیامد و تصمیم گرفت پیشنهاد آن‌ها را رد کند. او در این مورد گفته‌است: «من اصلاً دوست ندارم که تماشاگران به سینما بروند و ببیند که کتابی که دوستش دارند به یک فیلم بد تبدیل شده‌است. من به مخاطبان احترام می‌گذارم و معتقدم باید فیلمی ساخت که شایسته آن‌ها باشد.» بالاخره در سال ۲۰۱۰ شرایط ساخت فیلم فراهم شد و کمپانی مستر ماد مسئولیت تولید فیلم را برعهده گرفت. شباسکی به رؤیایش رسید؛ او خودش فیلم‌نامه اقتباسی را نوشت و به عنوان کارگردان کار انتخاب شد. جان مالکوویچ به همراه لیان هالفون و راسل اسمیت کار تهیه‌کنندگی را برعهده گرفتند.
فیلمبرداری به صورت کامل در پیتسبرگ، یعنی جایی که وقایع رمان در آن رخ می‌دهد انجام گرفت. فیلمبرداری ۹ مه ۲۰۱۱ آغاز شد و در ۲۹ ژوئن نیز پایان یافت. لوگان لرمن در نقش چارلی، اما واتسون در نقش سم و ازرا میلر نیز در نقش پاتریک ظاهر شدند. نینا دوبرو، پل راد، می ویتمن و کیت والش نیز از دیگر بازیگران فیلم بودند.
با اعلام خبرهای مربوط به ساخت و سپس اکران فیلم، دوباره توجهات جهانی به سوی رمان مزایای گوشه‌گیر بودن و شباسکی جلب شد. اکران فیلم باعث شهرت بسیار زیاد رمان شد و فروش آن را به طرز عجیبی افزایش داد؛ تا سال ۲۰۱۱ (پیش از ساخت فیلم) نزدیک به ۸۸٬۸۴۷ هزار نسخه از کتاب فروش رفته بود اما این رقم در سال ۲۰۱۲ و بعد از اکران فیلم به ۴۲۵٬۹۳۳ هزار نسخه رسید. این رشد فروش ناگهانی باعث شد تا مزایای گوشه‌گیر بودن به فهرست کتاب‌های پرفروش نیویورک تایمز وارد شود و رتبه اول را به خود اختصاص دهد. در ۲۳ ژوئن ۲۰۱۲، مزایای گوشه‌گیر بودن به فهرست رسمی کتاب‌های کاغذی مخصوص نوبالغان وارد شد و تا نوامبر ۲۰۱۲، نزدیک به ۱٫۵ میلیون نسخه از آن به فروش رسید. مزایای گوشه‌گیر بودن به مدت ۷۱ هفته و تا تاریخ ۱۱ مه ۲۰۱۴، در فهرست کتاب‌های پرفروش نیویورک تایمز قرار داشت که البته این‌بار جنجال خاصی پیرامون آن اتفاق نیفتاد. در تاریخ ۲۳ نوامبر ۲۰۱۴ و با اعلام فهرست جدید، مزایای گوشه‌گیر بودن بالاخره از فهرست ده‌تایی کتاب‌های پرفروش نیویورک تایمز خارج شد و رتبه پانزدهم را به خود اختصاص داد.
فیلم مزایای گوشه‌گیر بودن، نخستین بار در تاریخ ۸ سپتامبر ۲۰۱۲ و در جشنواره بین‌المللی فیلم تورنتو به روی پرده رفت. اکران جهانی فیلم از تاریخ ۲۱ سپتامبر آغاز شد. کمپانی سامیت انترتینمنت وظیفه اکران فیلم را برعهده داشت. فیلم با استقبال بالایی از سوی منتقدان و به خصوص تماشاگران همراه شد. منتقدان قلم داستانی، کارگردانی و تیم بازیگری را ستودند و مزایای گوشه‌گیر بودن را در زمره بهترین فیلم‌های نوجوانانه و دبیرستانی قرار دادند. فیلم مخالف نیز داشت و بعضی از منتقدان آن را اثری کلیشه‌ای دانستند که روایت درستی ندارد. راتن تومیتوز گزارش کرد که ۸۶٪ منتقدان نسبت به فیلم نظر مثبتی داشته‌اند که این درصد از روی ۱۵۱ نقد به‌دست آمده‌است که در مجموع نمره ۷٫۴/۱۰ را نصیب فیلم می‌کند. نظرات کلی منتقدان راتن تومیتوز می‌گوید: «مزایای گوشه‌گیر بودن درام جذاب و صادقانه‌ای دارد و گروه بازیگران فیلم نیز بسیار قوی هستند.» سایت متاکریتیک نیز به فیلم نمره ۶۷/۱۰۰ داده که این میانگین از روی ۳۶ نقد به‌دست آمده‌است. متاکریتیک اعلام کرد که نظرات پیرامون فیلم «اغلب مثبت» است. مزایای گوشه‌گیر بودن، ۳۳ میلیون دلار در سطح جهان فروش کرد در حالی که خرج ساختنش ۱۳ میلیون دلار بود.
با وجود اینکه خود استیون شباسکی، فیلم‌نامه اقتباسی را نوشته‌است، اما با این حال فیلم تفاوت‌هایی نسبت به کتاب دارد و بخشی از اتفاقات رمان حذف یا تغییر کرده‌اند. همچنین بعضی از سکانس‌های فیلم به خاطر مسئله درجه سنی در تدوین نهایی حذف شد. کمپانی سازنده به شباسکی پیشنهاد کرده بود که برای جلوگیری از حاشیه و جنجال‌ها بهتر است برخی از سکانس‌های فیلم را که حاوی مضامین جنسی است، حذف کند. درجه سنی فیلم ابتدا به‌خاطر وجود صحنه‌هایی نظیر مصرف مواد مخدر و صحنه‌های همجنس‌گرایانه R بود. به این معنی که افراد زیر هفده سال اجازه تماشای فیلم را در سالن سینما ندارند اما با حذف برخی از این صحنه‌ها فیلم درجه PG-13 گرفت که به معنای این است که تنها افراد زیر سیزده سال اجازه تماشای فیلم را ندارند. از جمله تغییراتی که فیلم نسبت به رمان داشته‌است، مسئله بارداری شخصیت کندنس، خواهر چارلی بود. در رمان، کندنس به صورت ناخواسته باردار می‌شود. او این مسئله را از پدر و مادرش پنهان می‌کند و با همراهی چارلی به کلینیک رفته و بچه را سقط می‌کند. اما این ماجرا به‌کلی در فیلم حذف شده و به آن اشاره‌ای نشده‌است. از دیگری تفاوت‌های فیلم نسبت به رمان، جایی است که چارلی در مراسم کریسمس شعری را که سروده برای جمع می‌خواند و باعث احساساتی شدن جمع می‌شود؛ این صحنه در فیلم نشان داده نمی‌شود. همچنین برخلاف رمان، در فیلم چندان به شخصیت مایکل که بهترین دوست چارلی بوده و خودکشی کرده‌است، پرداخته نمی‌شود و فقط در یک صحنه کوتاه چارلی دربارهٔ او توضیح می‌دهد. از دیگری تغییرات فیلم نسبت به کتاب نوع رابطه‌ای است که بین چارلی و معلم ادبیاتش وجود دارد. در رمان رابطه آن‌ها بسیار صمیمی‌تر از فیلم است. در نسخه دی‌وی‌دی منتشر شده از فیلم و در بخش «آیتم‌های ویژه» سکانس‌های حذف شده فیلم در دسترس علاقه‌مندان قرار گرفت.

## واژه‌نامه
1. ↑  Pocket Books
2. ↑   Charlie Kelmeckis
3. ↑  Michael
4. ↑  aunt, Helen
5. ↑  Patrick
6. ↑  Sam
7. ↑  Bill
8. ↑  Candace
9. ↑  Chris
10. ↑  Asleep
11. ↑  Publishers Weekly
12. ↑  Kirkus Reviews
13. ↑  Francisca Goldsmith
14. ↑  School Library Journal
15. ↑  Kate Pavao
16. ↑  Common Sense Media
17. ↑  Marah Eakin
18. ↑  Wisconsin
19. ↑  The Glen Ellyn District 41
20. ↑  Parents Against Bad Books in School
21. ↑  Massachusetts
22. ↑  Long Island
23. ↑  Mr. Mudd
24. ↑  Lianne Halfon
25. ↑  Russell Smith